# 光華號列車
光華號是臺灣鐵路管理局（略稱臺鐵或臺鐵局，現改制為臺灣鐵路公司）所轄客運列車車種之一，是自強號開行之前的最快速車種。
西部幹線於1966年10月開始以DR2700型柴油客車行駛光華號，最初從臺北到高雄最快列車表定僅需時4小時45分。由於西部幹線鐵路電氣化完工通車，台鐵於1979年7月停駛光華號，原使用車輛改行駛柴油對號特快車、柴油快車、柴油普通車及普快車。臺鐵偶有將各式活動中行駛的DR2700型柴油客車稱呼為光華號，如2016年10月29日舉行之「光華50紀念活動」。除此之外，其餘活動各站到開時刻表已不再設定「光華號」字樣，一般僅顯示為「觀光列車」或「專車」。
臺東線以LDR2300、LDR2400型柴油客車行駛光華號（為與西部幹線光華號區別，有時亦稱台東線光華號、舊東線光華號）。花蓮到台東最短行車時間表定為3小時10分，是台東線762毫米軌距時期的最快速車種，由於台東線拓寬軌距，已於1982年停駛。原使用車輛有部分於更改軌距後，改為行駛普通車。

## 歷史

### 西部幹線
臺灣鐵路管理局以世界銀行貸款新購進口之DR2700型柴油客車與DR2750型無動力拖車，於1966年3月公開徵求新列車命名，後選定為「光華號」。原預定於當年10月10日開始行駛。後於1966年10月22日進行試車，由台北至高雄耗時4小時45分。 最後於1966年10月31日，配合時任中華民國總統蔣中正80歲壽誕，開始行駛光華號。DR2700型柴油客車於當年11月全數運抵台灣，故於同年12月增開光華號。
光華號列車為行駛臺北與高雄之間半直達特快車。經由海線者僅停臺南站，需4小時45分（最初時刻為高雄7時20分開車、臺南11時57分開車、臺北12時05分到達）。台北與台中間經山線的直達列車需時2小時20分。於1967年，經海線的2002、2003次停靠彰化、台南兩站，台北高雄間僅需4小時40分。
在台灣鐵路電氣化完工之前，光華號有十餘年時間為臺灣陸上最快速的交通工具。最初票價為臺北至臺中為新台幣71元，臺北至臺南為新台幣138元5角，臺北至高雄為新台幣158元，臺南至高雄為新台幣20元，比觀光號更便宜（觀光號每延人公里票價為0.50元新台幣，光華號為0.42元）。1970年莒光號加入營運，但由於其行車時間較長，為空調列車故收費較高，光華號依舊極受歡迎。
DR2700型柴油客車維修基地位於台中。1970年代，部分經由海線南下的班次於彰化進行分離，一部車廂繼續南下，一部向北駛往台中；北上列車則於彰化與由台中南下的列車連結後繼續北上。於1970年開始，光華號延駛屏東，於高雄站進行列車分離與連結；1972年延駛基隆，則於台北站進行列車分離與連結。
由於台鐵西部幹線進行鐵路電氣化工程，光華號的排點漸次減慢，台北至高雄間行車時間約達5小時10分，行車時間難以與1978年通車的中山高速公路競爭；加以鐵路電氣化工程完工後引入速度更快、內裝更高級且有空調的自強號電聯車，光華號於1979年7月14日停駛，原使用DR2700型柴油客車改行駛柴油對號快車。
- 團體特別列車，先頭車掛有仿原始形式光華號銘版
- 團體特別列車，先頭車掛有仿原始形式光華號銘版
- 特別列車（車頭銘版並非現役時期形式銘板）

### 台東線
1961年，台鐵台東線引進LDR2300型柴油車，以一部動力車牽引兩部拖車方式，行駛柴油對號特快車。後又以LDR2300、2400型柴油客車搭配LTPB1800、1810、1900型拖車，行駛光華號特快車，車上有服務人員並提供茶水毛巾與販賣服務，表定速度較柴特快更快，是臺東線拓寬之前最高級的列車。於花蓮－台東間停靠7站，全程表定時間最快為3小時10分。
初期所使用的客車曾漆成銀色，後則改回台東線客車標準的上白下黃塗裝。
1982年臺東線鐵路拓寬完工，光華號於1982年6月26日開出最後一班車，為台東10:50開出的8次光華號。。原光華號所用車輛結構良好者，修改車軸為1067毫米軌距，並改裝聯結器，改編為DR2000型，作為每站皆停之柴油普通車行駛。
- 採台東線光華號塗裝的DR2050型無動力拖車
- 台東線光華號的名片式車票

## 年表

### 西部幹線
- 1966年10月31日：開始行駛於台北至高雄區間。[25]

- 1967年3月18日：2004次光華號在台北市寶慶路平交道，與一名推著自行車的行人發生車禍，行人死亡。[26]
- 1969年7月25日：光華號與卡車於台北縣板橋鎮南雅南路平交道發生車禍，一人死亡，五人受傷。[27]
- 1970年6月20日：延長行駛至屏東。[28]
- 1970年8月1日：延長行駛至基隆[29][25]:66。

- 1970年12月13日：2002次光華號於台中縣沙鹿鎮中棲路平交道與計程車發生車禍，計程車乘客四人死亡。[30]
- 1972年5月27日：在台北縣板橋鎮浮洲社區平交道與機車發生車禍，機車上3人死亡。[31]
- 1973年11月5日：2003次在嘉義縣嘉義市台斗坑平交道與卡車發生車禍，連同卡車共3死46人輕重傷。[32][33]嘉義市博愛路「台斗坑平交道」後改建為今之嘉義市博愛陸橋。
- 1975年1月7日：2001次在台南縣仁德鄉保安平交道與卡車發生車禍，列車出軌，卡車司機死亡，乘客4人受傷。[34]
- 1975年4月19日：2004次在員林與社頭區間與小客貨車發生車禍，小客貨車上五人喪生。[35]
- 1976年7月21日：2001次在嘉義縣水上鄉龍德村平交道與卡車發生車禍，列車乘客1人死亡，共有11人受傷。[36][37]
- 1976年8月7日：2002次在台北縣板橋市館前路平交道與計程車發生車禍，計程車司機與乘客共二死。[38][39]
- 1976年9月26日：2003次在嘉義－北回區間，車店里平交道與小轎車發生車禍，轎車一人死亡。[40]
- 1978年5月13日：2002次台中縣沙鹿鎮中棲路與卡車發生車禍，卡車司機死亡，乘客31傷。[41]
- 1979年1月23日：3086次試運轉列車（先頭車DR2708號[42]）與卡車於台中縣龍井鄉茄投平交道車禍，機車長與列車長殉職，另三人受傷（事故大卡車於1978年9月也曾在沙鹿闖越平交道撞上光華號）。[43]

- 1979年7月14日：西幹線光華號開出最後一班列車。因西部幹線電氣化完工通車改點，隔日起由自強號取代[25]:66[19]。

### 台東線
- 1961年：台鐵引進LDR2300型柴油客車，作為柴特快行駛。
- 1967年10月10日：開行光華號，每天在台東線花蓮站與台東站之間，於上午八點與下午二點各對開一往返，行車時間3小時15分，票價為新台幣82元。[1][22]
- 1968年11月1日：正式以LDR2300型柴油客車行駛光華號，但仍有柴特快行駛。花蓮至台東間需時3小時15分。[44][note 4]
- 1969年9月15日：因豪雨損毀路線，6次光華號在大富與富源區間出軌，12人受傷。[45]
- 1970年：南下1次光華號，表定花蓮08:00出發，台東11:10抵達，需時3小時10分。
- 1974年：花蓮至玉里間下行1小時39分，上行1小時34分。[46]
- 1974年10月3日：8次光華號在玉里站附近與起重吊車發生車禍，8人重傷13人輕傷。[47] [48]
- 1976年6月24日：1次光華號在花蓮縣鳳林鎮南平站南端平交道與鐵牛車發生車禍，鐵牛車司機死亡，乘客2人重傷16人輕傷。[49]
- 1978年：花蓮至台東間3小時20分。[46]
- 1979年：花蓮至台東間3小時25分。[46]
- 1980年：花蓮至台東間需時3小時32分。[46]
- 1982年6月26日：臺東線鐵路拓寬完工而停駛光華號。最後一班車為台東10:50開出的8次光華號。[23][24]。

## 西部幹線光華號時刻表[46]
| 下行（1966年10月31日改訂） | 下行（1966年10月31日改訂） | 下行（1966年10月31日改訂） | 下行（1966年10月31日改訂） | 下行（1966年10月31日改訂） | 下行（1966年10月31日改訂） | 下行（1966年10月31日改訂） | 下行（1966年10月31日改訂） | 下行（1966年10月31日改訂） |
| -------------------------- | -------------------------- | -------------------------- | -------------------------- | -------------------------- | -------------------------- | -------------------------- | -------------------------- | -------------------------- |
| 車次                       | 經由                       | 台北                       | 新竹                       | 台中                       | 彰化                       | 嘉義                       | 台南                       | 高雄                       |
| 3005                       | 山線                       |                            |                            | 7:55                       | 8:11                       | 9:31                       | 10:29                      | 11:05                      |
| 3001                       | 山線                       | 11:00                      | 12:04                      | 13:43                      | 14:00                      | 15:04                      | 15:55                      | 16:30                      |
| 3501                       | 海線                       | 15:55                      | ----                       |                            | ----                       | ----                       | 20:05                      | 20:40                      |
| 3503                       | 山線                       | 19:40                      | ----                       | 22:04                      |                            |                            |                            |                            |

| 下行（1978年） | 下行（1978年） | 下行（1978年） | 下行（1978年） | 下行（1978年） | 下行（1978年） | 下行（1978年） | 下行（1978年） | 下行（1978年） | 下行（1978年） | 下行（1978年） |
| -------------- | -------------- | -------------- | -------------- | -------------- | -------------- | -------------- | -------------- | -------------- | -------------- | -------------- |
| 車次           | 經由           | 基隆           | 台北           | 新竹           | 台中           | 彰化           | 嘉義           | 台南           | 高雄           | 屏東           |
| 2001           | 海線           | 15:50          | 16:30          | 17:34          |                | 19:05          | 20:07          | 20:58          | 21:47          | 22:13          |
| 上行（1978年） |                |                |                |                |                |                |                |                |                |                |
| 車次           | 經由           | 屏東           | 高雄           | 台南           | 嘉義           | 彰化           | 台中           | 新竹           | 台北           | 基隆           |
| 2002           | 海線           | 06:44          | 07:15          | 08:00          | 08:46          | 09:56          |                | 11:23          | 12:25到12:30開 | 12:57          |

## 使用車種

### 西部幹線
- DR2700型柴油客車

### 台東線
- LDR2300 / LDR2400 柴油客車[50]
- LTPB1800 / LTPB1810 / LTPB1900 無動力拖車

#### LDR2300
- 1961年，日本東急車輛製造4輛，車號為LDR2301~LDR2304[51]。
- 1962年，台鐵花蓮機廠新造2輛，車號為LDR2305~LDR2306。
- 1966年~1967年，由拖車改造4輛，車號為LDR2307~LDR2310。
- 1982年，台東線拓寬軌距後，LDR2301~LDR2306、LDR2309~LDR2310八輛變更軌距，車號變更為DR2001~DR2006、DR2009~DR2010。[52]。

#### LDR2400
- 1966年，日本東急車輛製造4輛，車號為LDR2401~LDR2404[51]
- 1975年，由台鐵花蓮機廠更換引擎後編入LDR2300型（LDR2311~LDR2314）[53]。
- 1982年，台東線拓寬軌距後，LDR2311、LDR2312兩輛變更軌距，車號變更為DR2007、DR2008。
- 1983年，原本的DR2010(LDR2310)因火燒車事故，維修時以LDR2313拼裝而成，故車身中段為鋁皮結構。[來源請求]

#### LTPB1800 / LTPB1810 / LTPB1900
- 台東線拓寬軌距後，LTPB1900隨之變更軌距，編為DR2050型無動力拖車使用。[來源請求]

## 附註
1. ↑  3003，3004次光華號為1966年12月25日改訂時刻表時出現的車次。
2. ↑  2002次高雄7:20開車，停台南、彰化經海線至台北12:00；2003次台北16:00開車，經海線停彰化、台南至高雄20:40分，兩列車台北高雄之間表定時間皆僅需4小時40分。
3. ↑  1977年2003次經海線南下至彰化解連，後端（北端）四節車向北開往台中，其餘車輛繼續南下高雄；2002次則有四節車廂於10:19分台中開車，至彰化與其他八節連結，於10:55分彰化開車經海線往基隆。
4. ↑  鄭仁崇著「後山鐵道風華」頁132記載台東線光華號「在1968年11月1日正式上路」，許乃懿著「走過台灣三十年 洄瀾憶往話光華」一文稱「到了五十七年（註：1968年），LDR2400也上路，同時西線『光華號』也博得眾愛，所以東線也改稱『光華號』」。但聯合報、經濟日報以及Loren Aandahl著「The Taiwan Railway: 1966-1970」皆稱台東線於1967年10月開行光華號。
5. ↑  3500系列車次於1967年改編為2000系列車次。
6. ↑  以屏東為終點之車次，高雄站應為開車時刻。

## 外部連結
- 獨立特派員 360集(記憶光華)（页面存档备份，存于）- 公共電視 13頻道
- 南方公園著作：南方光華號[]
- TRC普快的記憶著作：台鐵121週年光華在現
- poem. .   [2019-03-02]. （原始内容存档于2019-03-02）.